# Thompson Square
I Thompson Square sono un duo musicale country statunitense attivo dal 2002.

## Storia del gruppo
Il duo è composto da Keifer e Shawna Thompson, tra loro marito e moglie. Il primo è nato in Oklahoma, mentre la seconda è originaria di Chatom, ma il duo si forma a Nashville (i due già lavoravano separatamente come musicisti dai primi anni 2000). Hanno siglato un contratto discografico con un'etichetta associata alla Broken Bow Records nel gennaio 2010. Il singolo di debutto è Let's Fight, che insieme ad un altro singolo (Are You Gonna Kiss Me or Not) anticipa l'eponimo album d'esordio, pubblicato nel febbraio 2011. Il disco ha raggiunto la posizione #15 della Billboard 200.
Nel 2011 vincono in tre categorie gli American Country Awards, mentre nel 2012 si aggiudicano altri premi come quello di "Top Vocal Duo" agli Academy of Country Music Awards.
Dopo aver diffuso il singolo If I Didn't have You, nel marzo 2013 viene pubblicato il secondo album, dal titolo Just Feels Good (#15 Billboard 200).

## Discografia
Album studio
- 2011 - Thompson Square
- 2013 - Just Feels Good

Single
- 2010 - Are You Gonna Kiss Me or Not
- 2011 - I Got You
- 2012 - Glass
- 2012 - If I Didn't Have You
- 2013 - Everything I Shouldn't Be Thinking About
- 2014 - Testing the Water